# 光苞蒲公英
光苞蒲公英（学名：Taraxacum lamprolepis）是菊科蒲公英属的植物，是中国的特有植物。分布于中国大陆的黑龙江、吉林、辽宁、内蒙古等地，生长于海拔700米至1,000米的地区，见于山野向阳地，目前尚未由人工引种栽培。